# Holendernia (województwo mazowieckie)
Holendernia – osada leśna w Polsce położona w województwie mazowieckim, w powiecie sokołowskim, w gminie Ceranów.
W latach 1975–1998 miejscowość należała administracyjnie do województwa siedleckiego.